# Чак Єгер

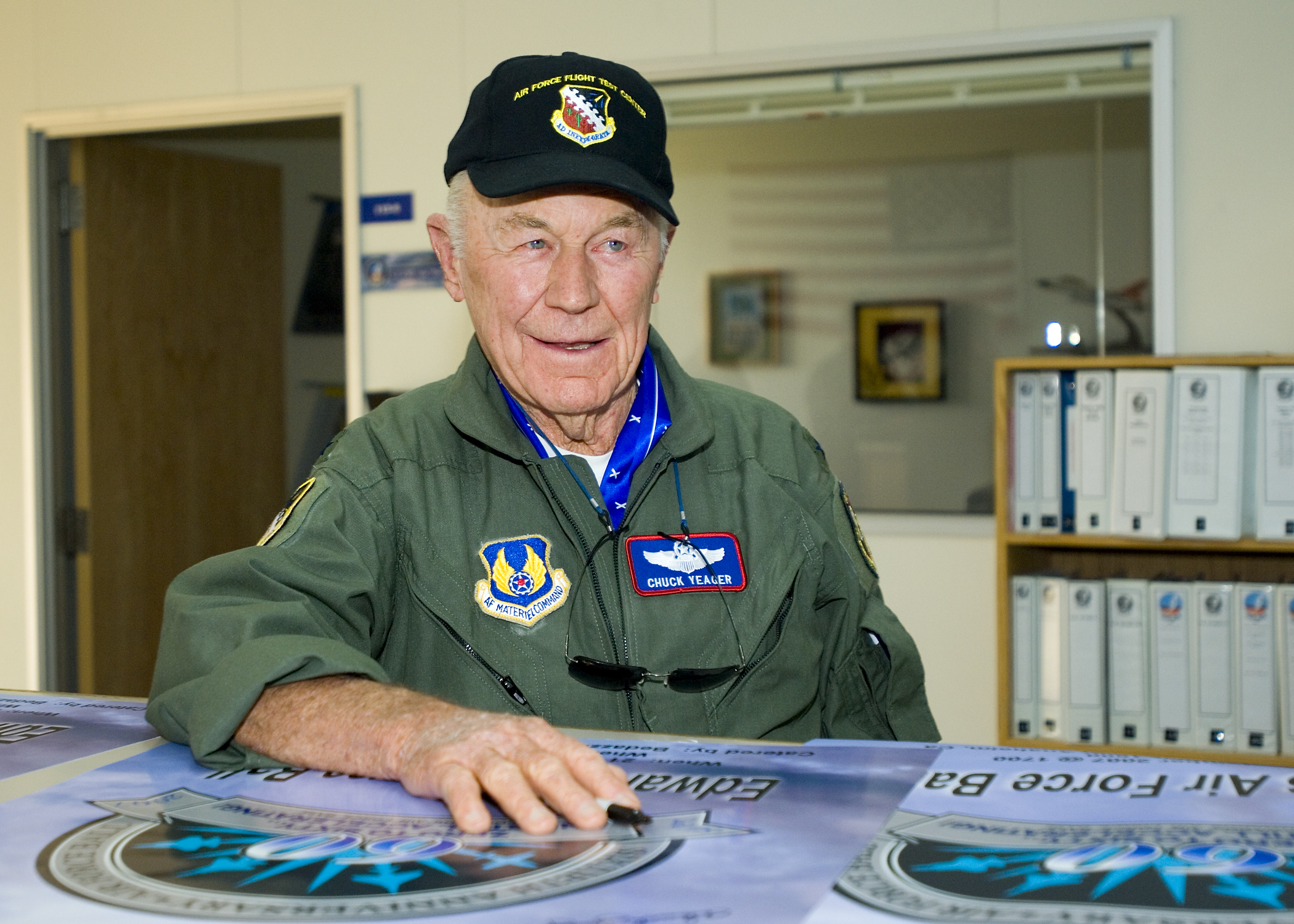
Чак Єгер, фотографія 2007 року

Чарльз Елвуд Єгер (англ. Charles Elwood Yeager; народ. 13 лютого 1923, округ Лінкольн, Західна Вірджинія, США — 7 грудня 2020), відоміший як Чак Єгер (англ. Chuck Yeager), також трапляється написання Чак Ігер — американський льотчик-випробовувач, в подальшому генерал військово-повітряних сил США.

## Біографія
У 1941 році приєднався до повітряних сил армії США і брав участь у Другій світовій війні. На його рахунку 12 збитих німецьких винищувачів, в тому числі 5 — у поодиноких боях.
14 жовтня 1947 року Єґер, у віці 24 роки, на експериментальному ракетоплані Bell X-1 став першим чоловіком, що подолав швидкість звуку в керованому горизонтальному польоті. Брав активну участь у космічних програмах США.
Помер 7 грудня 2020 року, у віці 97 років.